# Josué Brachi
Josué Brachi García, né le 8 septembre 1992, est un haltérophile espagnol.

## Palmarès

### Championnats d'Europe d'haltérophilie
- 2018 à Bucarest
  -  Médaille d'or en moins de 56 kg
- 2016 à Førde
  -  Médaille d'argent en moins de 56 kg